# 시카고 그리스 정교회 수도 대교구

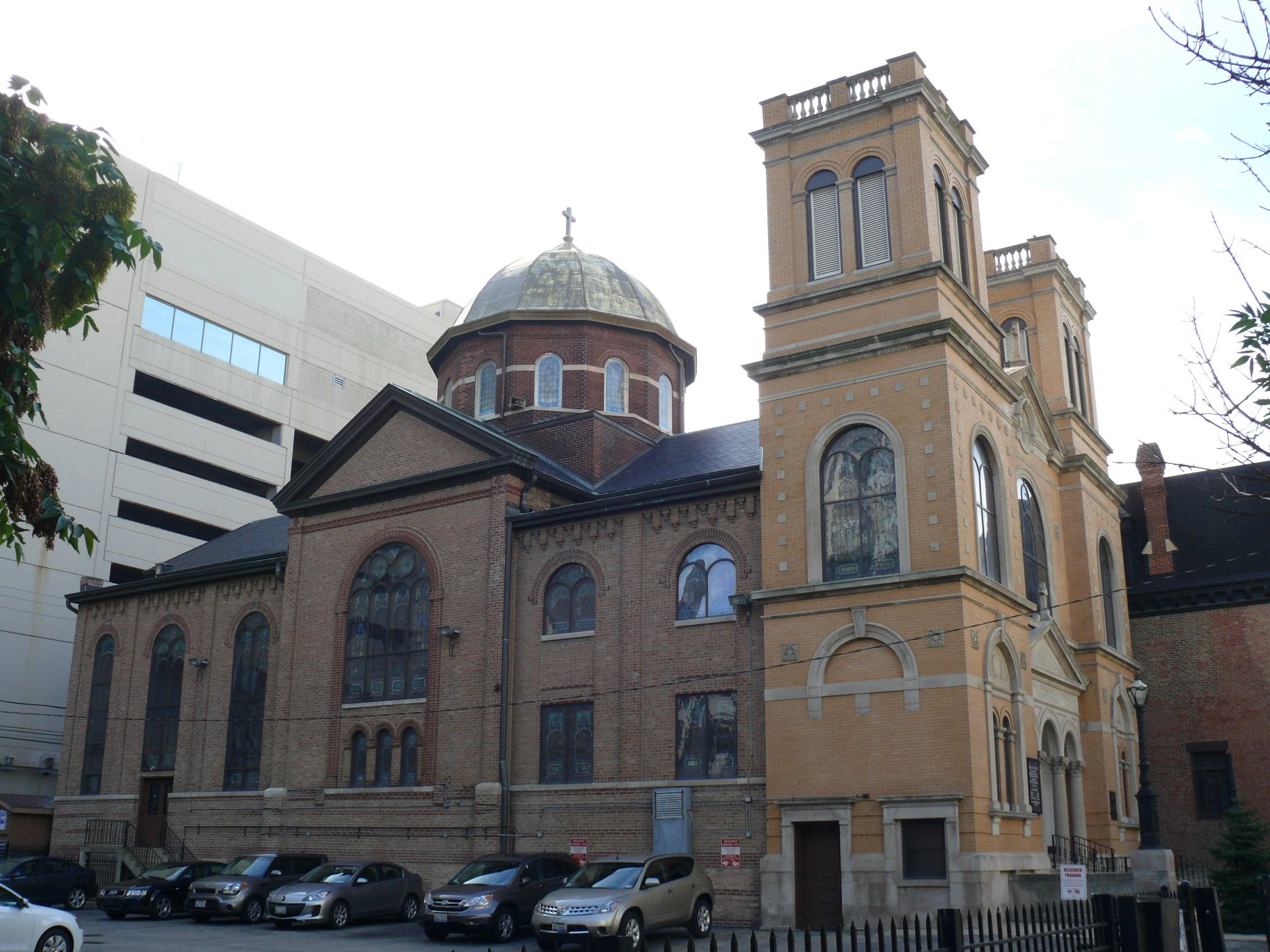

시카고 그리스 정교회 수도 대교구(Greek Orthodox Metropolis of Chicago)는 미국 중서부에 있는 그리스 정교회의 수도 대교구로서, 시카고에 주교좌 성당이 위치해있다. 미국 그리스 정교회 관구 대교구의 일부분이며, 시카고 시에 있는 주교좌 교회인 수태고지 대성당의 지도를 받고 있다. 2018년 2월 7일 콘스탄티노폴리스 세계총대주교청 성 시노드는 만장일치로 나타나엘 시메오니데스를 시카고 수도 대주교로 선출하여 아이코보스 대주교의 직위를 계승하였다. 그는 2018년 3월 17일 뉴욕 성 트리니티 성당에서 주교로 서품을 받았고, 2018년 3월 24일 수태고지 그리스 정교 성당에 착좌했다. 시카고 대교구는 일리노이 주의 34개 교회를 관할하며, 위스콘신 주, 미네소타 주, 아이오와 주, 북부 인디애나 주, 동부 및 중부 미주리 주의 24개 교회를 관할한다. 시카고 그리스 정교회 수도 대교구의 교구청은 일리노이주 엘크 그로브 빌리지에 소재하고 있다.

## 같이 보기
- 콘스탄티노폴리스 세계총대주교청
- 미국 그리스 정교회 관구 대교구